# Wagrain (Pongau)
Pour les articles homonymes, voir Wagrain.
 (octobre 2023).
Si vous disposez d'ouvrages ou d'articles de référence ou si vous connaissez des sites web de qualité traitant du thème abordé ici, merci de compléter l'article en donnant les références utiles à sa vérifiabilité et en les liant à la section « Notes et références ».

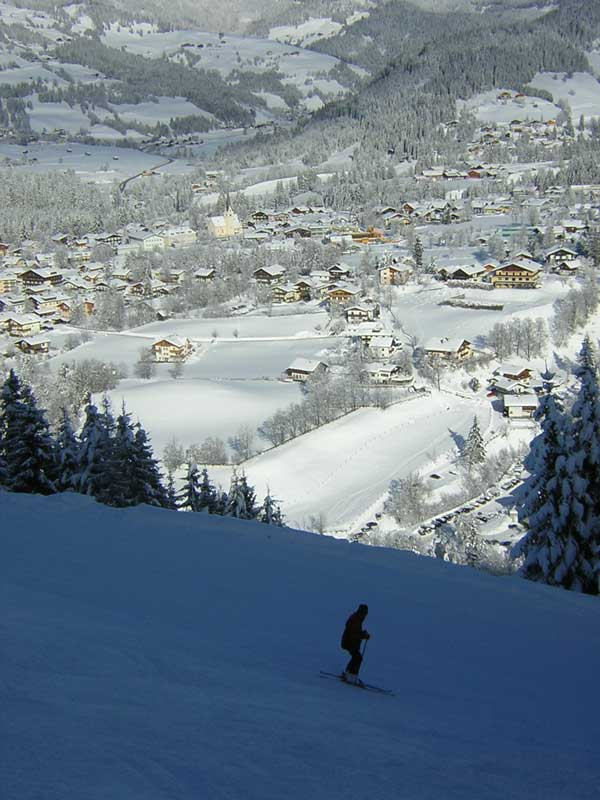
Wagrain en hiver

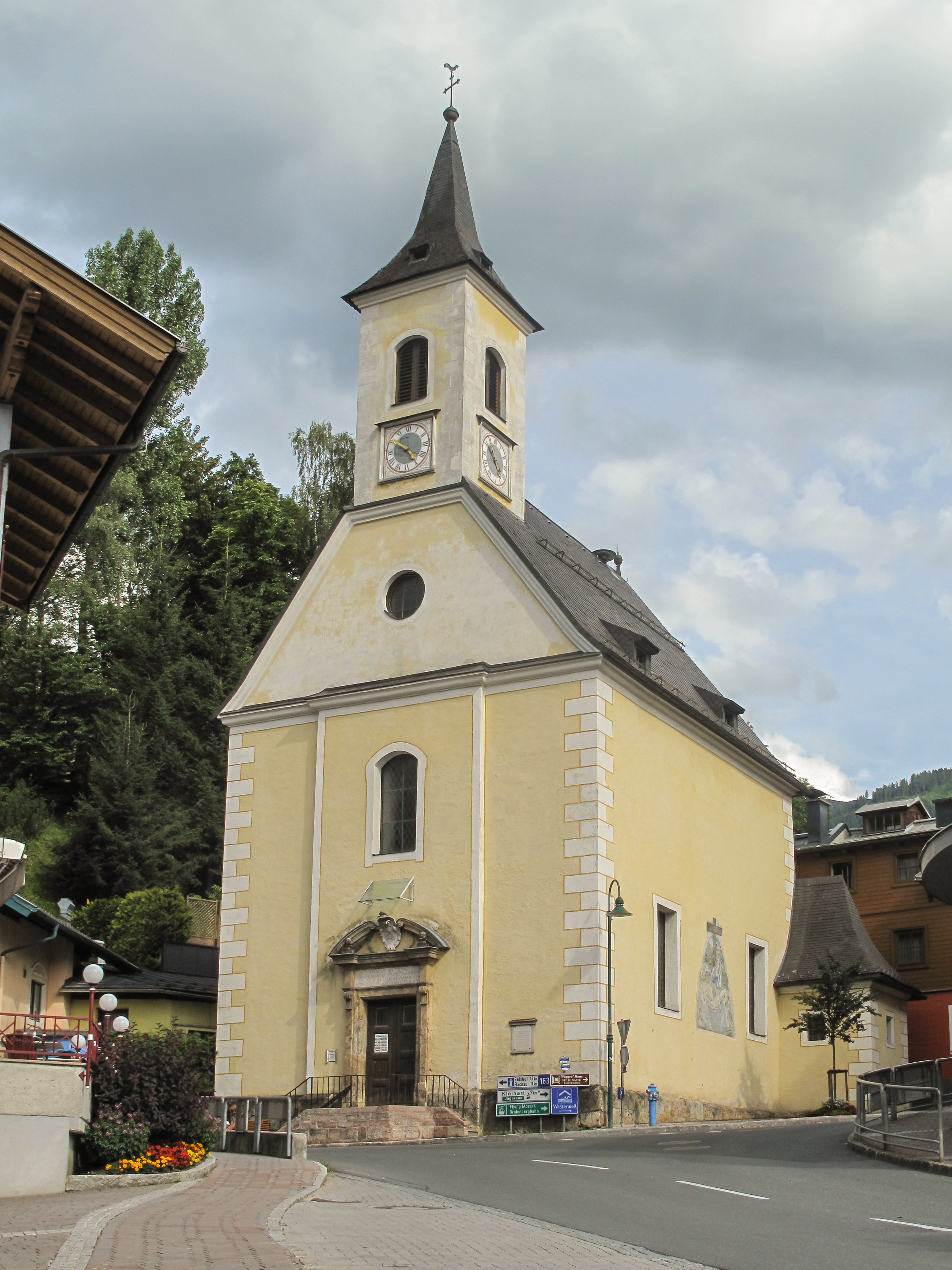
Wagrain, église

Wagrain est une commune autrichienne, située dans le district de Sankt Johann im Pongau dans le Land de Salzbourg.
Le village fait partie de l’Espace Salzburg Amadé Sport World, un des plus grands domaines skiables en Autriche qui réunit vingt-huit stations de sport d’hiver.

## Géographie
Les communes limitrophes de Wagrain sont St. Johann im Pongau, le chef-lieu (à 9 km), Kleinarl, Flachau et Altenmarkt. Par ailleurs le village est implanté dans une vallée est-ouest entre deux chaînes de montagnes, dont les sommets principaux sont la Grießkareck, la Hochgründeck et au sud la Gabel, qui est la montagne la plus haute de la commune (2 037 m).
Wagrain est constitué de cinq hameaux : Wagrain, Hof, Hofmarkt, Schwaighof et Vorderkleinarl. À Schwaighof se trouve d’une part la ligne de partage des eaux entre Salzach et Enns et d’autre part la Wagrainer Höhe, point plus haut du village (952 m).
Il existe deux moyens de se rendre dans les communes voisines : par la route ou à travers les montagnes.
Au dernier recensement (2001) Wagrain comptait 3 127 habitants, en hausse.

## Toponymie
L’origine du nom « Wagrain » remonte à l'an 1243 : mentionné comme Wakrein, il est issu des racines du moyen haut-allemand wac (« eau agitée », « fleuve ») et rein (« bord », « pré », « versant »)[réf. nécessaire]. C'est sous l’influence de la langue écrite que s’est précisée l’orthographe d’aujourd’hui.

## Histoire
Au Moyen Âge il y a eu une certaine industrie minière au territoire alentour. Au XVe siècle, il existait un château fort sur une colline au milieu de Wagrain. Le château avait appartenu à l’archevêque de Salzbourg ; il a été détruit peu après. Malheureusement il n’existe presque aucun document qui peut en attester. La seule preuve de nos jours est la colline avec les restes du mur du château en Wagrain et un tas de mythes sur trois passages souterrains secrets qui auraient subsisté jusqu’à nos jours.
Par ailleurs subsistent également quelques édifices historiques remarquables : plus exactement une chapelle et une église. L’église paroissiale gothique a des bâtiments annexes qui datent de 1450 et de 1711. Le maître-autel est de 1976 avec une madone également gothique. Elle est consacrée à Saint Rupert. La chapelle filiale est consacrée au Saint François et a été construite en 1616.
Une autre date importante est l’incendie de la commune le 19 mars 1927. Presque tout le cœur du village avec la chapelle filiale a été détruit à cause d’une cigarette jetée imprudemment dans la paille.

## Tourisme et vie culturelle
Wagrain obtient en 2022 le label Meilleurs villages touristiques de l'Organisation mondiale du tourisme.
Les associations culturelles sont nombreuses : on peut citer l’orchestre (TMK Wagrain), les tireurs de paysans historiques (Historische Bauernschützen Wagrain), un club de football, un club de tennis, la jeunesse de la campagne, le corps des pompiers volontiers et l’union des camarades.
Toutes les deux ans la commune organise le "Blumencorso" (en français corso fleuri) qui attire une foule énorme. Il s’agit d’un défilé de chars fleuris.
Trois personnalités remarquables sont associées à Wagrain : 
- Joseph Mohr (1792-1848), qui a composé le texte du célèbre chant de Noël Stille Nacht, heilige Nacht (Douce nuit, sainte nuit). Il était enseignant et vicaire de la commune : sa tombe se trouve à Wagrain. L’école élémentaire porte son nom.
- L’écrivain autrichien Karl-Heinrich Waggerl (1897-1973) a habité à Wagrain. Son nom a été donné au collège (Karl-Heinrich Waggerl Hauptschule). Son ancienne résidence est aujourd’hui un musée et il est aussi enterré à Wagrain.
- Le fondateur de l’entreprise « Atomic », Alois Rohrmoser, (1939-2005) a habité la majeure partie de sa vie à Wagrain.